# König-Otto-Tropfsteinhöhle
Die König-Otto-Tropfsteinhöhle ist eine natürliche Karsthöhle bei Sankt Colomann (Velburg), einem Ortsteil der Oberpfälzer Stadt Velburg im Landkreis Neumarkt in der Oberpfalz in Bayern.
Sie befindet sich südöstlich von Neumarkt in der Oberpfalz und gilt als eine der schönsten Tropfsteinhöhlen Deutschlands. Sie hat eine Gesamtlänge von 450 Metern, wobei 270 Meter in einer 30- bis 40-minütigen Führung begehbar sind. Entdeckt wurde die Höhle durch den Schäfer Peter Federl am 30. September 1895, am Namenstag des Bayernkönigs Otto, daher der Name. Im Advent 1972 wurde ein weiterer, bisher unbekannter Höhlenteil – die Adventhalle – entdeckt, später von der Haupthöhle aus erschlossen und ebenfalls allgemein zugänglich gemacht. Die Höhle gehört zu den in der Gruppe Erlebniswelt Jurahöhle zusammengefassten Schauhöhlen.

## Geschichte

### Entdeckung
Der Schäfer Peter Federl aus dem Weiler Sankt Colomann bemerkte am 30. September 1895 am Bockenberg, wie ein Fuchs im Berg verschwand. Federl war diese Stelle am nahe gelegenen Bockenberg schon mehrmals aufgefallen, da dort der Schnee schnell wegtaute und der Wald nur spärlich wuchs. Er räumte eine Felsspalte etwas frei und folgte dem Fuchs. Dabei durchkroch er einen in die Tiefe führenden Gang und gelangte in eine weite, flache Höhle. Ohne Licht wagte er es nicht, weiterzugehen.
Federl konnte den Kaminkehrermeister Josef Erl und den Mechanikermeister Josef Kuhn aus Velburg für weitere Untersuchungen der Höhle gewinnen. Die drei beherzten Männer entdeckten am 30. September 1895 mit Kerzenlicht eine schöne Tropfsteinhöhle mit vielen verschiedenen weißen Tropfsteingebilden. Sie erkundeten die unterirdischen Räume, die zu diesem Zeitpunkt größtenteils nur kriechend oder gebückt zu begehen waren. Da der Entdeckungstag der Höhle auf den Namenstag des Bayernkönigs Otto fiel, wurde die Höhle nach ihm benannt.
Die Kunde von der Entdeckung der Höhle verbreitete sich sehr schnell. Die Verantwortlichen des Verkehrs- und Verschönerungsvereins Velburg erkannten die Chance, mit dieser Tropfsteinhöhle eine überregionale Besucherattraktion zu schaffen. In den nächsten acht Monaten wurde die Höhle mit großem Eifer etwas erweitert und Wege wurden tiefer gelegt. Im Mai 1896 konnten die ersten Besucher durch die Höhle geführt werden. Diese Führungen wurden bis 1954 nur mit Kerzen-, Fackel- oder Magnesiumlicht durchgeführt.

### Ausbau zur Schauhöhle

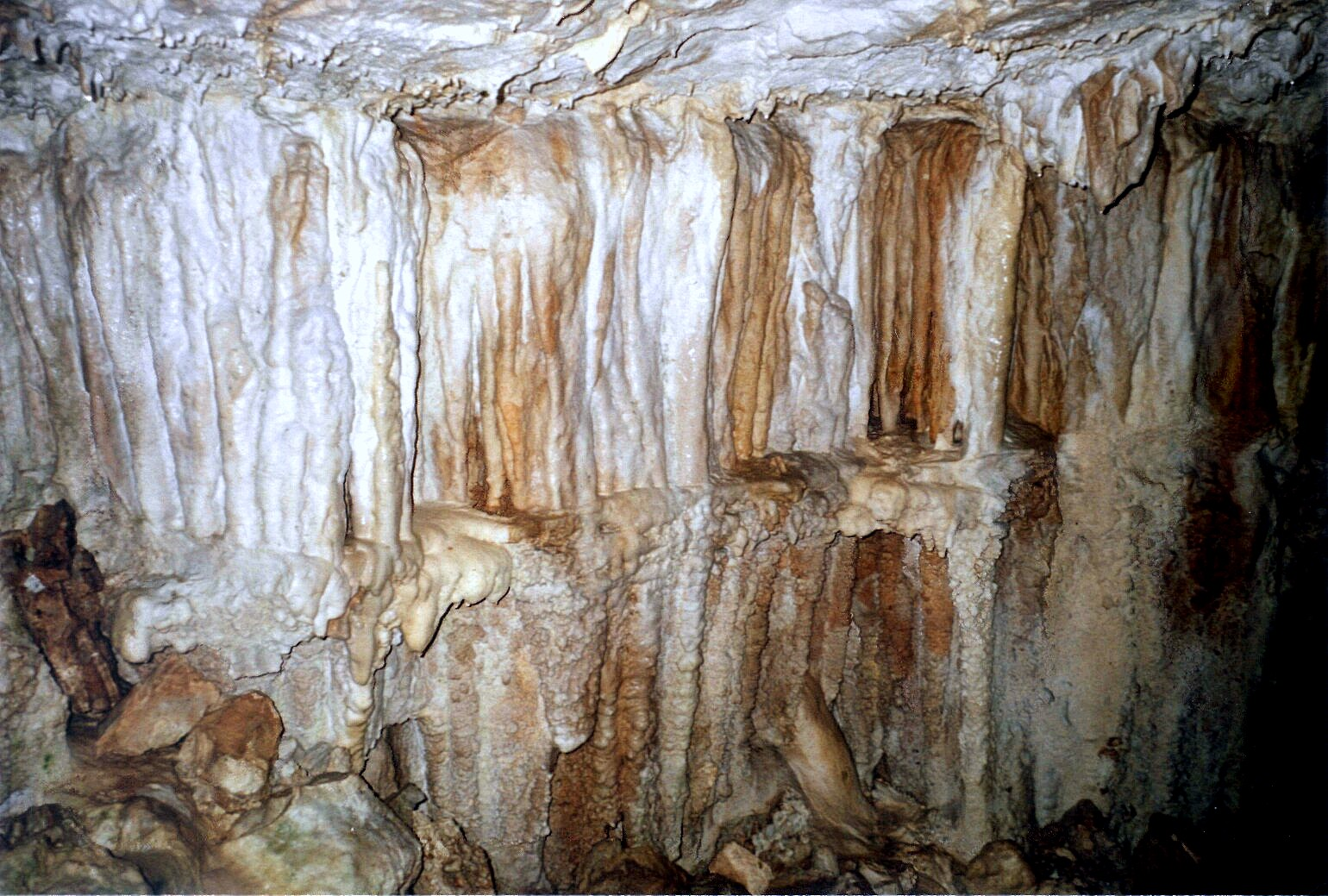
Sinterwand

Der Verein sorgte auch in den folgenden Jahren für die Aufrechterhaltung des Schauhöhlenbetriebes. Die Höhle hatte inzwischen ihren festen Platz unter den Schauhöhlen. In den 1930er-Jahren wurden eine Holztreppe und andere Erleichterungen für den Führungsbetrieb in die Höhle eingebaut. Sie geriet 1951 in ernste Gefahr, aufgegeben werden zu müssen, da sie auf dem Gebiet des nach den alten Plänen wieder zu errichtenden Truppenübungsplatzes Hohenfels lag. Daraufhin mauerten die Höhleneigentümer die Höhle zum Schutz vor Beschädigungen vorsorglich zu. Als dann bekannt wurde, dass die Höhle doch außerhalb des Truppenübungsplatzes blieb, wurde sie wieder geöffnet.
1952 pachtete der Fremdenverkehrsverein Velburg die Höhle und baute sie im Laufe der nächsten zwei Jahre um. Dabei wurden die Wege vertieft und feste Stufen eingebaut. 1953 wurde die Höhle erstmals wieder für Besucher geöffnet. Man installierte elektrisches Licht, wodurch die für die Tropfsteine nachteiligen Fackeln nicht mehr benötigt wurden. Die elektrische Ausleuchtung der Höhle war 1954 fertiggestellt. Die ersten regelmäßigen Führungen fanden ab 1954 mit Hans Federl, dem Sohn des Entdeckers, statt.

### Adventhalle

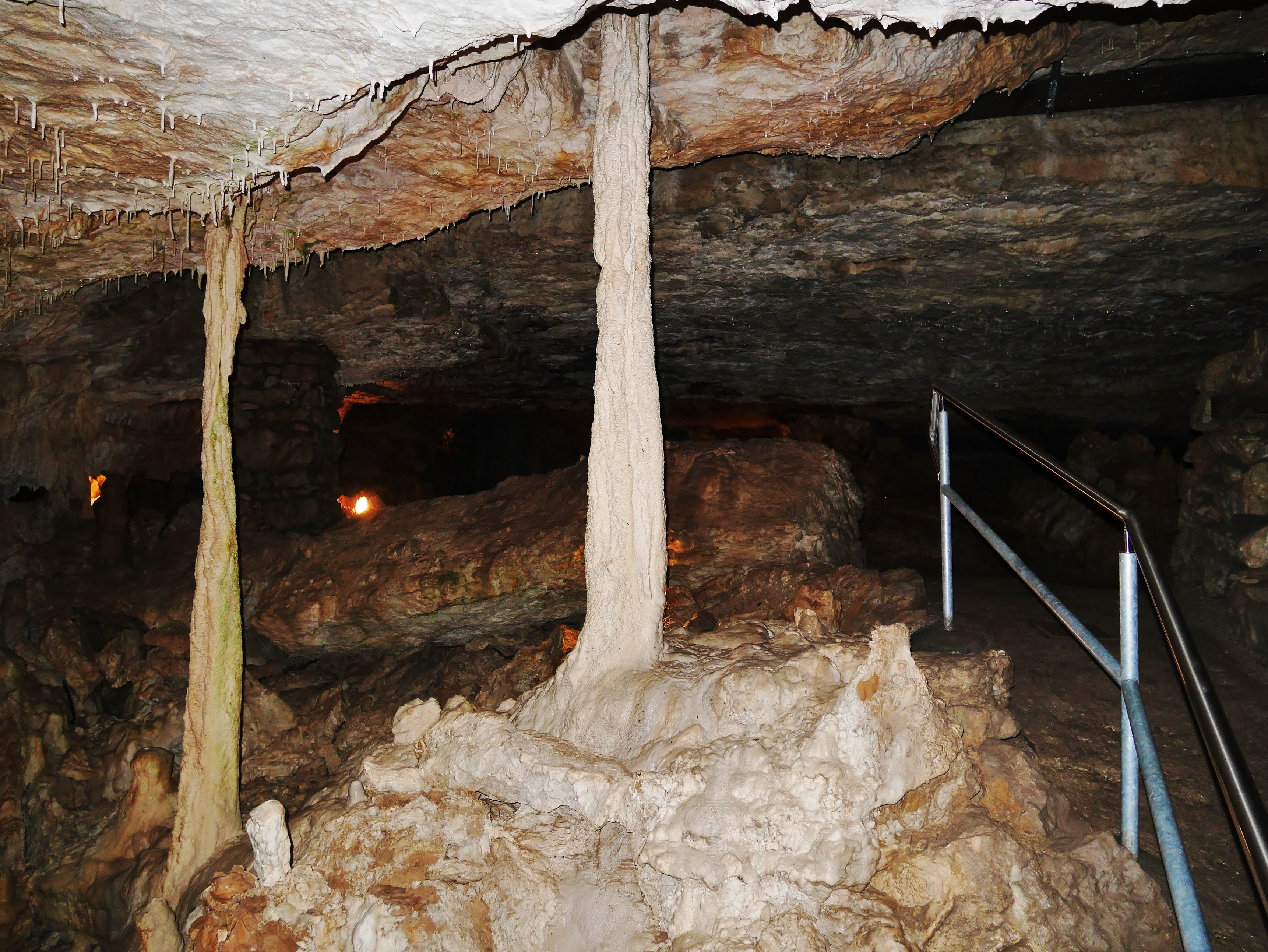
Stalagnaten in der Adventhalle

Im August 1968 untersuchten der 17-jährige Helmut Schlierf, der zwei Jahre vorher die Höhle mit seinen Eltern erstmals besucht hatte und von ihr angetan war, und sein Freund Michael Kirnberger die Höhle, um sie zu erforschen. Der Höhlenführer Hans Wieser erteilte ihnen die Genehmigung, die Höhle zu besuchen, wann immer sie wollten, um in ihr nach Fortsetzungen zu suchen.
Am 19. Oktober 1969 hatten sie eine Spalte entdeckt, in der sie ab Mai 1970 immer wieder gruben. Im März 1971 kamen die beiden Forscher mit der Forschungsgruppe Höhle und Karst Franken (FHKF) in Berührung. Mitglieder dieser Gruppe waren am 11. Mai 1972 zum ersten Mal an den Grabungen in der Spalte beteiligt. Am 2. Dezember 1972 wurde mit vielen Helfern und starkem Gerät ein großer Block zerkleinert, der den Weiterweg versperrt hatte. Helmut Schlierf, der Erstentdecker der Spalte, kroch als Erster hindurch und gelangte in einen kleinen Raum. Die anderen Höhlenforscher folgten ihm und mussten noch durch eine Engstelle einen Verbruchhang hinaufsteigen. Sie gelangten in die Adventhalle, eine große, hallenartige Grotte, mit einer Vielzahl von Tropfsteinformationen. Die Entdeckung des neuen Höhlenteils fiel in den Advent, weshalb die Erforscher ihm den Namen Adventhalle gaben. An der Entdeckung des Höhlenteils waren sieben Personen beteiligt.
Am 3. Dezember 1972 begann die Vermessung der neuen Räume, die bis März 1973 abgeschlossen wurde. Die Außenvermessung erfolgte in den Jahren darauf, so dass im Herbst/Winter 1976/1977 nach vorherigen Probebohrungen ein Stollen von der Nordseite des Bockenberges in die Adventhalle getrieben werden konnte. In der Zwischenzeit wurden auch die alten Anlagen erneuert oder verbessert, ein Gang beim Erlhain wurde 1976 gegraben und ein weiterer von der alten Höhle zur Adventhalle vorgetrieben.
Während der Erschließungsarbeiten an der Adventhalle wurde diese stark verändert und teilweise zerstört. Über ein großes Sinterbecken wurden eine Betonbrücke mit beidseitigem Stahlrohrgeländer und eine Besucherplattform errichtet. Es wurden Tropfsteine, die im Wege waren, entfernt und ein einst weißes Knöllchensinter teilweise verschmutzt und zertreten. Das Sinterbecken ist bei den Erschließungsarbeiten auch fast trockengefallen. Das Aussehen der Höhle hat sich durch diese Maßnahmen erheblich verändert. Am 3. Juni 1977 wurde die Adventhalle für den Besucherverkehr eröffnet.

## Beschreibung

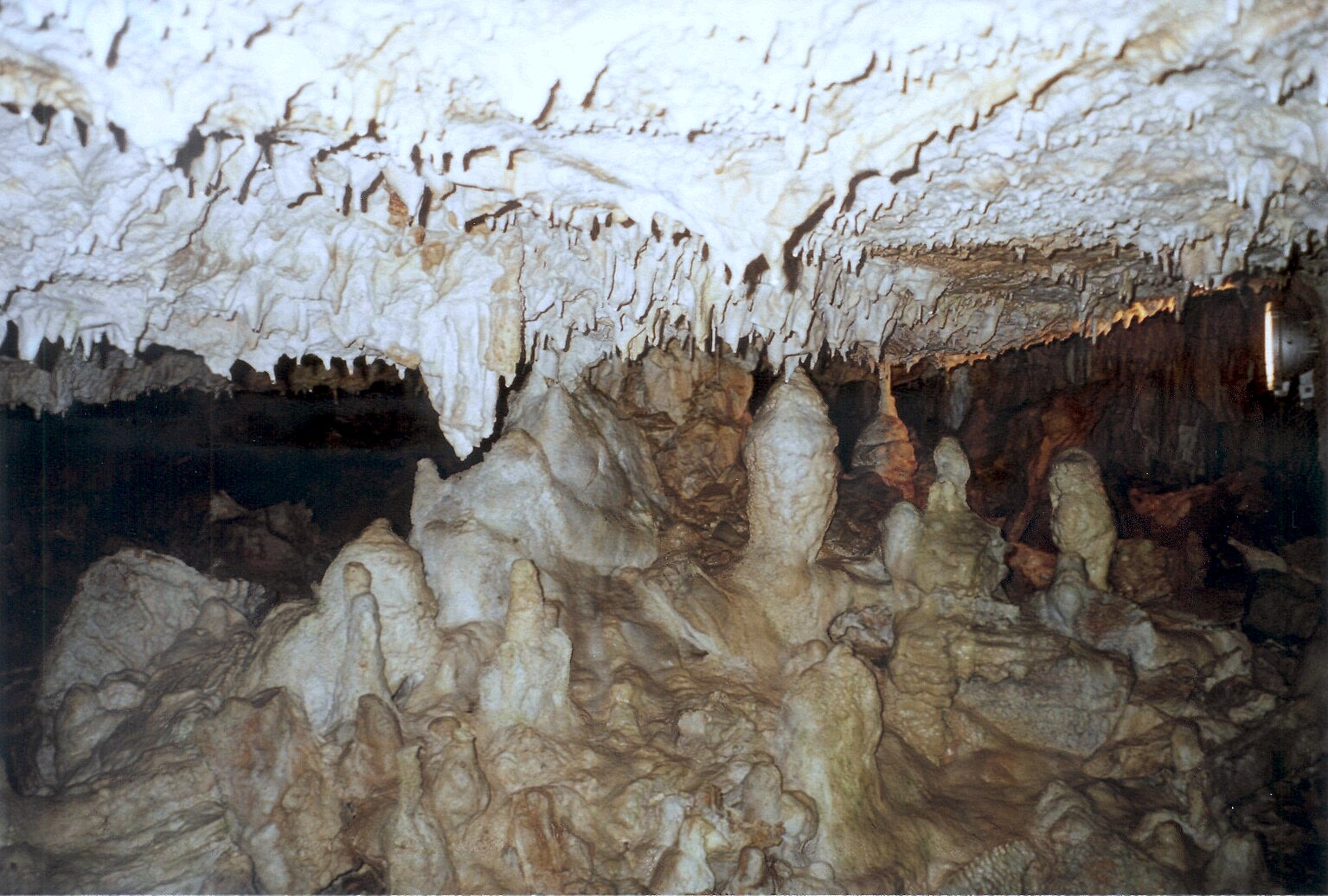
Tropfsteinformationen

In das Höhleninnere gelangt man abwärts über 47 Stufen und erreicht die Federlhöhle, die sich direkt am Fuß der Treppe befindet. Sie wurde nach dem Erstentdecker, dem Schäfer Peter Federl benannt. Von dort gelangt man durch einen schmalen Gang in die Königsgrotte. Die Decke des in den Fels gebrochenen Ganges wird in geringer Höhe von mächtigen, wie abgebrochen wirkenden Sintersäulen gebildet. Die Königsgrotte wird nach dem Namensgeber der Höhle, König Otto, bezeichnet.
In der Höhle wurden Höhlenpartien nach Personen benannt, die an der Höhlenentdeckung und -erschließung beteiligt waren. Andere Teile weisen in ihren Namen auf Erscheinungsbilder der Tropfsteinformationen hin. Bei der Königsgrotte handelt es sich um einen Raum, der unregelmäßig auf acht bis zehn Meter Höhe ansteigt. Dort befinden sich viele niedrige, haubenförmige Stalagmiten. Diese verschiedenen Tropfsteingebilde haben Namen wie „Buddha“, „Schloss“ und „Eremiten“.
Der Weg führt vorbei an einem großen Stalagmiten und über einen Felsrücken in die Niederwaldgrotte'. Dieser Raum ist nur etwa mannshoch. Aus der Decke wachsen zahllose Sinterröhrchen, die wegen der unterschiedlichen Mineralienbeimengungen unterschiedliche Färbungen aufweisen. Viele dieser Sinterröhrchen sind mit Wasser gefüllt, das auf die darunter befindlichen Stalagmiten tropft, welche dadurch mitwachsen. Es gibt aber auch manche Partien, die sehr trocken sind, dies ist auf einen stellenweise geringen oder fehlenden Wasserdurchfluss zurückzuführen. Es ist auch ein Zeichen dafür, dass die Niederschläge unterschiedlich stark in die Höhle einsickern. Bei einem 1976 gegrabenen Gang in diesem Höhlenteil ist auf den Seiten ersichtlich, wie die Höhle im Laufe der Jahrhunderte zugewachsen ist. In der Niederwaldgrotte befindet sich eine Nische, die als „Schatzkammer“ bezeichnet wird. Dort sammelt sich Wasser in einem kleinen Becken, dessen Ränder aus Sintermaterial gebildet sind. Dort ragen Stalagmiten ungleicher Größe, ähnlich wie kleine Inseln, aus dem Wasser, manche sehen wie gekappte Pilze oder kleine Mützen aus. Dieses Wasserbecken bleibt immer gefüllt. Die Tropfsteine in der Höhle haben eine dunkle bis schwarze Färbung. Die Ursache hierfür liegt darin, dass die Höhle früher mit rußenden Fackeln begangen wurde. Seitdem elektrisch ausgeleuchtet wird, bilden sich an vielen Stellen wieder weiße Sinterablagerungen.

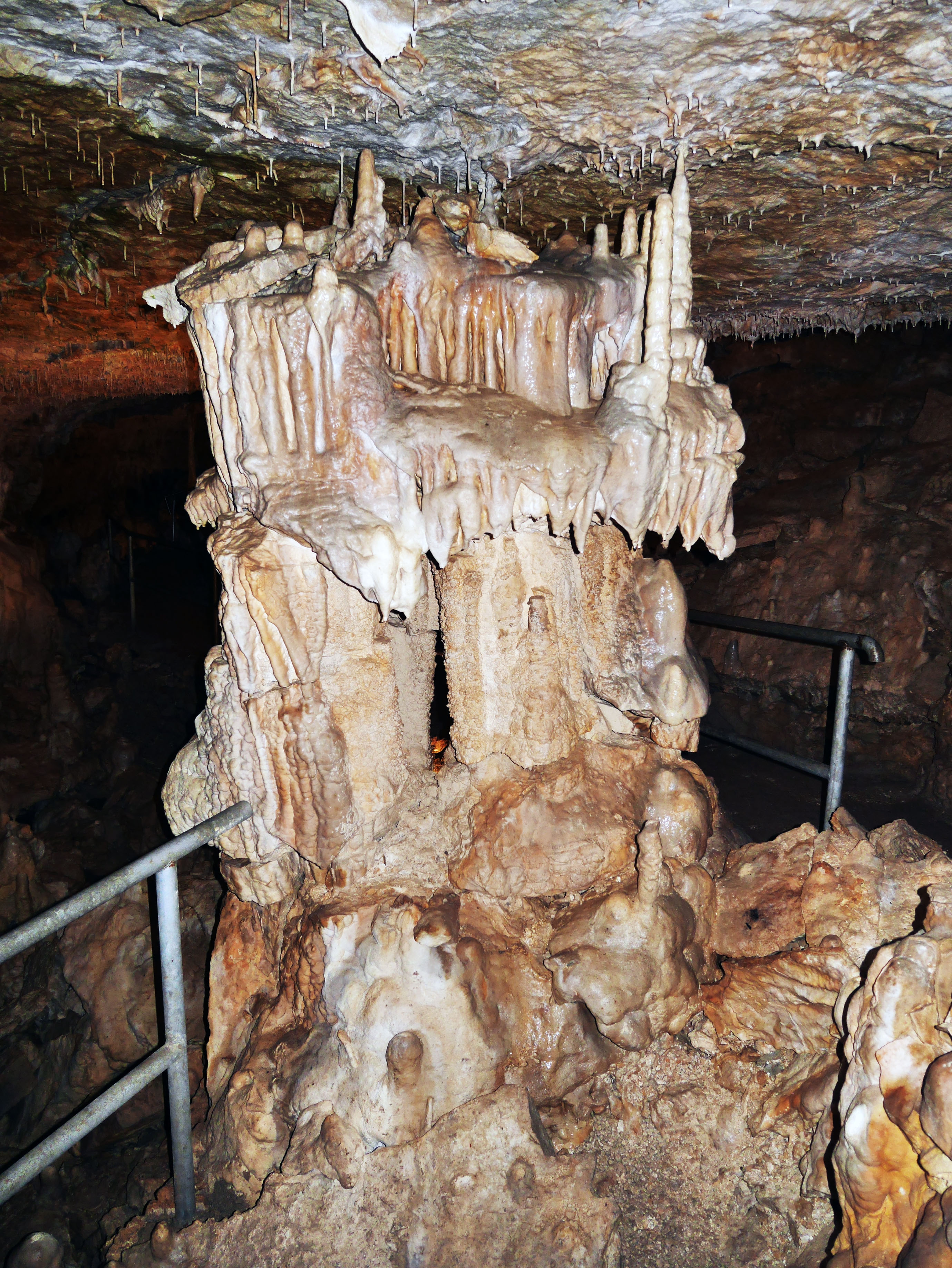
Große Sinterformation

Bei einem neuen Durchgang befindet sich der Erlhain, benannt nach dem Mitentdecker, Kaminkehrermeister Josef Erl. Das mächtige Gewölbe aus Kalkstein wird durch Säulen gestützt und „Märchenwald“ genannt. Diese Säulen, Stalagnaten genannt, gebildet aus zusammengewachsenen Stalaktiten und Stalagmiten, wirken wie ein Wald aus knorrigen Eichenstämmen. In diesem Märchenwald versteckt sich auch ein Tropfsteingebilde mit dem Namen „Liebespaar“. In einer Vitrine werden Knochen von Höhlenbären gezeigt. Anschließend geht es eine Treppe aufwärts und durch einen 70 Meter langen Gang zur Kuhngrotte, die nach dem weiteren Mitentdecker, Mechanikermeister Josef Kuhn, benannt ist. Am Anfang des Ganges befindet sich auf der rechten Seite der alte Höhlenausgang. Umfangreiche Sinterbildungen wirken wie erstarrte Kaskaden. Am Boden ist ein dinosaurierähnliches Tropfsteingebilde zu sehen. Tief nach unten fällt der Blick in die Traubenkammer. Unter Wasser sind dort perlenartige Tropfsteine gewachsen. Dieser Teil ist jetzt wieder trockengefallen.
Durch einen langen Gang, in dem man Bruchzonen gut erkennen kann, kommt man zur 1972 entdeckten Adventhalle, die zu den schönsten Höhlenräumen der Fränkischen Alb zählt. Schon in der Vorhalle fallen die weißen Tropfsteine auf und bilden einen Kontrast zu den fast schwarzen im alten Höhlenteil. In der Adventhalle wurde nie mit Fackeln geführt, deswegen sind keine Sinterbildungen vom Ruß geschwärzt. Am Boden liegen überall große Steinquader, die von einstigen Deckenabstürzen herrühren. Auf den herabgestürzten Deckenteilen befinden sich bereits wieder reichhaltige Tropfsteingebilde. Diese Bruchstücke sind oftmals bereits wieder miteinander versintert.
Von hier geht es wenige Schritte weiter zur eigentlichen Adventhalle. Dies ist eine hallenartige Grotte, die eine Fülle von Tropfsteinen in den unterschiedlichsten Formen und in verschiedenen Farben aufweist. Die Wände sind über und über mit farbigen Sinterperlen besetzt, ein Beweis dafür, dass die Höhle lange unter Wasser stand. Es lassen sich an den Wasserstandslinien verschieden hohe Wasserstände deutlich erkennen. Unzählige Sinterröhrchen mit Wassertropfen ragen von der Decke. Auffallend sind auch sägezahnartige Sinterfahnen und kleine spiralförmige Stalaktiten. Bis heute gibt es für deren exzentrisches Wachstum keine schlüssige Erklärung. In der Adventhalle befinden sich auch einige mehrere Meter hohe Stalagnaten. Von der Adventhalle geht es durch einen kurzen Gang mit zwei Türen zum künstlich geschaffenen Ausgang.

## Geologie

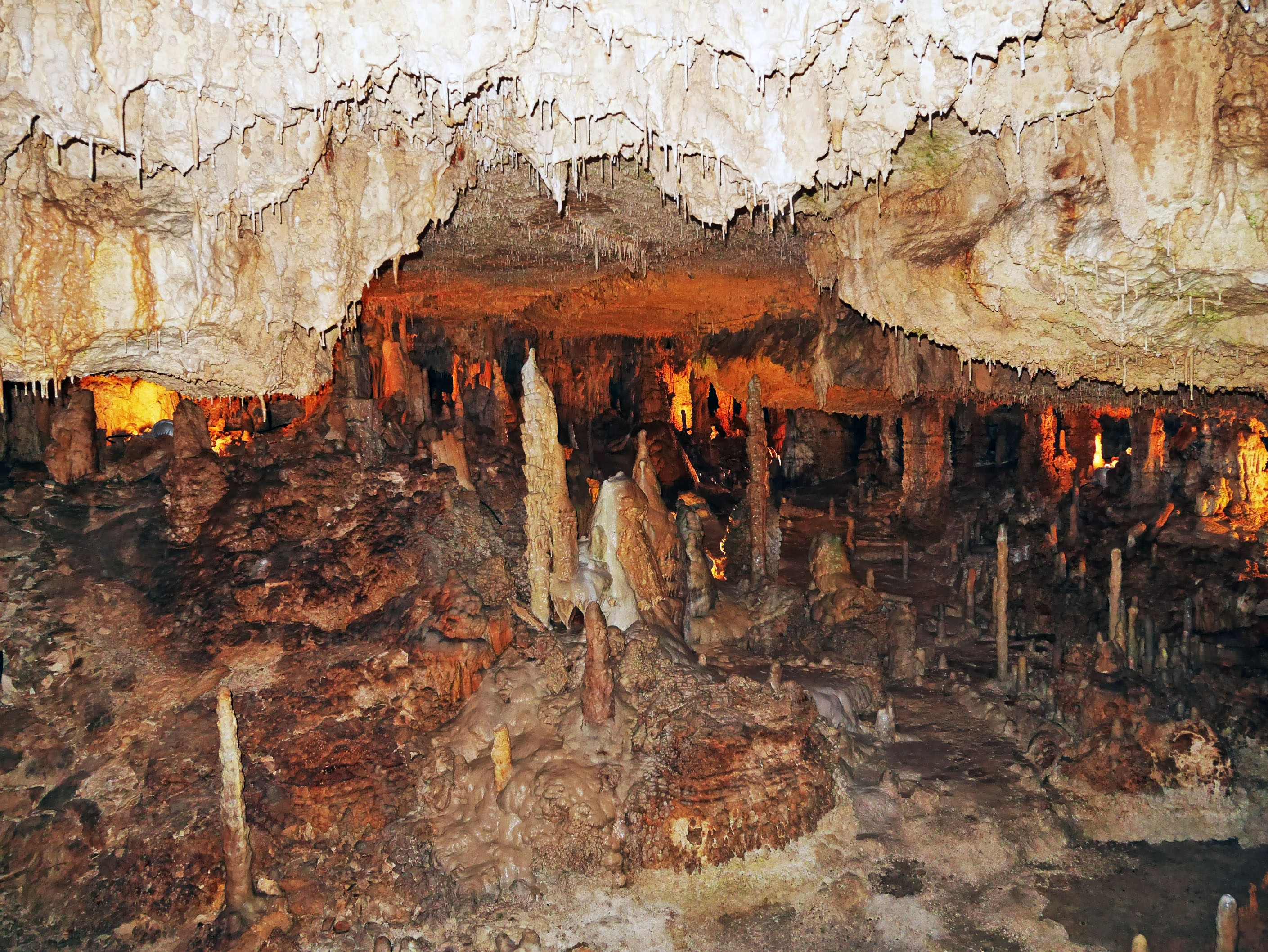
Stalaktiten und Stalagmiten

Die König-Otto-Tropfsteinhöhle liegt im Frankendolomit des Malm im Jura. Es handelt sich um den Typ Hallenhöhle. Sie liegt fast vollständig hangparallel in Nord-Süd-Richtung, so dass auch der heutige Ausgang in der Adventhalle relativ einfach anzulegen war. Die Höhle weist mehrere größere Hallen auf. Die Adventhalle, der größte Raum der Höhle, hat eine Überdeckung von fast zehn Metern. Die Königsgrotte ist der zweitgrößte Raum und weist einen mächtigen Versturzberg auf. In der Königsgrotte konnte bei mehreren Grabungen an keiner Stelle der tatsächliche Boden erreicht werden. Die Bodensinterschichten, die im Profil aufgeschlossen sind, erreichen eine Mächtigkeit von 1,8 Metern mit Fortsetzungen nach unten. In diesen Profilen sind alte Tropfsteingenerationen enthalten, wobei der größte Stalagmit eine Höhe von etwa 0,7 Meter erreicht. Wie man festgestellt hat, ist der Versturzberg durch mindestens zwei bis drei Deckeneinbrüche entstanden. Er setzt sich bis zur Erdoberfläche fort, wobei die Geländeüberformung nicht mehr auf einen Einbruch hindeutet.

### Geotop
Die Höhle ist vom Bayerischen Landesamt für Umwelt als Geotop 373H001 ausgewiesen. Siehe hierzu auch die Liste der Geotope im Landkreis Neumarkt in der Oberpfalz.

## Tourismus

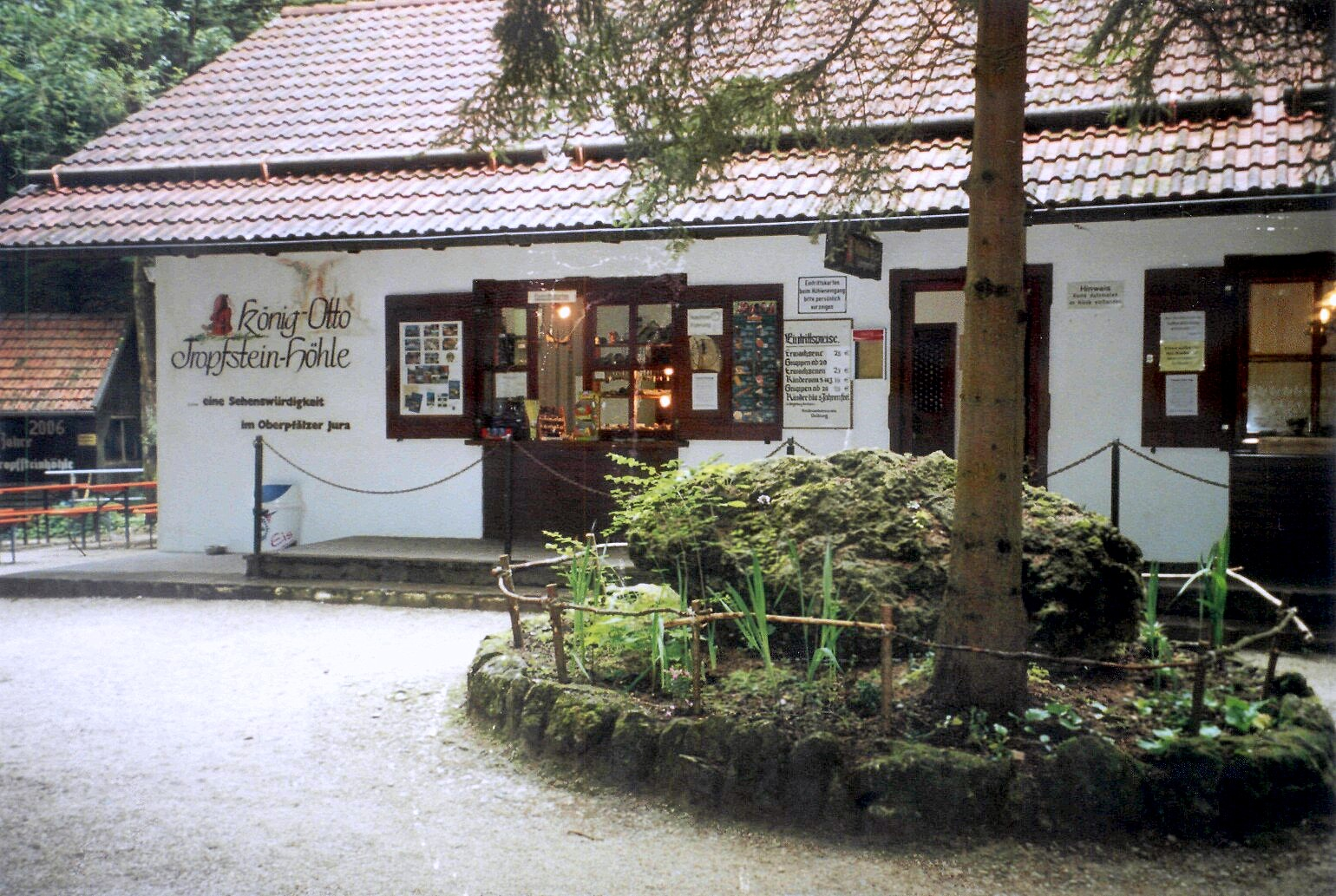
Höhlengebäude

### Touristische Erschließung
Von April bis Oktober finden regelmäßig Führungen über gut begehbare Wege und vereinzelte Treppen in die einzelnen Abteilungen und zu den Tropfsteinformationen statt. In den Wintermonaten von November bis März finden Führungen nur nach Anmeldung und ab 20 Personen statt. Vom Ausgang der Höhle geht es über einen Waldlehrpfad zurück zum Höhlengebäude.

### Besucherzahlen
Die König-Otto-Tropfsteinhöhle zählt seit der Entdeckung zu einem großen Tourismusfaktor in der Region. Die Besucherzahlen lagen jedoch immer erheblich hinter denen der Teufelshöhle und knapp hinter den Besucherzahlen der Binghöhle und der Sophienhöhle. Allerdings sind die Besucherzahlen der König-Otto-Tropfsteinhöhle höher als die der Maximiliansgrotte und der Osterhöhle. Die höchste Besucherzahl mit 31.955 aus dem Jahre 1989 fiel danach etwas auf Werte knapp unter 25.000 ab. Im Jahre 2004 lagen die Werte mit 25.170 letztmals über 25.000 Besucher. Im Jahr 2006 fielen die Besucherzahlen mit 19.658 dann erstmals unter die 20.000 ab. Im Jahr 2008 war der bisherige Tiefstwert mit 15.977 Besuchern. Im Jahr 2009 lagen die Besucherzahlen bei 17.034, 2010 bei 18.392, 2011 bei 19.443. In den Jahren 1989 bis 1993 lag die durchschnittliche Besucherzahl bei 31.000, was den höchsten Fünfjahresdurchschnitt bedeutet. Im Jahre 2009 besichtigte der millionste Besucher die Höhle. In den Jahren 2007 bis 2011 lag die durchschnittliche Besucherzahl bei 18.177.